# دانکات (پنسیلوانیا)
دانکات (به انگلیسی: Duncott) یک منطقهٔ مسکونی در ایالات متحده آمریکا است که در شهرستان سچویلکیلل، پنسیلوانیا واقع شده‌است. دانکات ۰٫۴ کیلومتر مربع مساحت و ۷۶ نفر جمعیت دارد.